# 借室電気室
借室電気室（しゃくしつでんきしつ）とは、電気の需要家から提供された場所に電力会社所有の変電設備を設置して電力を供給する配電方式である。
50 kVAを超え2,000 kVA以下の、集合住宅や20 kV級三相3線式配電地域の中規模建築物の需要家に適用される。
一般に設置場所は需要家から無償提供される。一般用電気工作物となる場合、電力会社が電気の保安責任を持つため、電気室の管理は電力会社が行い、需要家は、電力会社係員の立会いなしの入室が禁止される。また、集合住宅内の個別の住居の電気需給契約や料金は低圧供給のものとなる。
変電設備としては、特別高圧または高圧から低圧への変圧器・電力ヒューズなどが設置される。変圧器としては、100/200 Vの場合電灯・動力共用三相4線式・三相3巻線単相分割結線、240/415 Vの場合三相4線式が用いられる。
建物面積の有効活用のため、屋外型キュービクル形式や小型化に配慮されたもの（パットマウント方式等）の新設が増加している。